# Erasmo Palma Fernández
Erasmo Palma Fernández (n.  10 de agosto de 1928- 23 de octubre de 2016) fue un músico, compositor, pintor, escritor y traductor mexicano de ascendencia rarámuri, reconocido entre otras cosas por promover la cultura de su pueblo a nivel nacional e internacional y por haber sido galardonado con el Premio Nacional de Ciencias y Artes en el área de Artes y Tradiciones Populares en el año 2002, máximo reconocimiento otorgado a un artista por el Gobierno de México.

## Biografía
Erasmo Palma Fernández, descendiente de rarámuris, nació el de 10 de agosto de 1928 en el poblado de Basigochi, municipio de Guachochi, Chihuahua. Fue el menor de los siete hijos de Librado Fernández y Rita Palma. Desde la infancia tocaba diferentes instrumentos,entre ellos el violín y la guitarra, a los trece años aprendió el español y a los 20 años comenzó a componer canciones y a escribir relatos en idioma tarahumara.
Fundó y dirigió un coro formado por alumnas del Internado de Niñas Indígenas de Norogachi en 1975, junto con Carlos Preciado, este coro tuvo una amplia proyección, realizó presentaciones en gran parte de México, incluso en el Palacio Nacional. También se ha presentado como solista o acompañado de su sobrina Elvira Palma  y alguno de sus hijos y allà muy rara vez alguno de sus nietos, en lugares como la Semana Tarahumara en la Ciudad de México, el Festival de la Calle Noventa y Dos en Nueva York, en la Plaza Roja de la Universidad Autónoma de México y la Sala Adamo Boari del Palacio de Bellas Artes.
Para promover su cultura ofreció cursos de canto, danza y artesanías para profesores; colaboró como traductor o informante de antropólogos de Estados Unidos y diversos países de Europa; fue autor o coautor de diferentes libros como Donde cantan los pájaros chuyacos (1997) y La visión del mundo de un tarahumara, este último en coautoría con el etnólogo e historiador Luis González Rodríguez; imparte conferencias sobre las costumbres de su pueblo; y desde 1965, se dedica además a dar a conocer sus raíces por medio de la pintura.

## Reconocimientos
Entre otros reconocimientos, Palma Fernández fue galardonado en 2002 con el Premio Nacional de Ciencias y Artes en el área de Artes y Tradiciones Populares, máximo reconocimiento otorgado por el Gobierno de México; en 2008 recibió la presea «Gawí Tónara» (Pilares del Mundo), de parte del Gobierno del estado de Chihuahua; en 2013 recibió un reconocimiento «por su destacada trayectoria como músico, compositor, pintor, escritor y filósofo» en el marco del XXXII Festival Nacional de Arte y Cultura de los Institutos Tecnológicos; y en 2014 fue distinguido con la Medalla al Mérito Cultural del estado de Chihuahua, denominada «Medalla Víctor Hugo Rascón Banda», que es concedida anualmente por el Congreso del estado.
En 2009, se realizó un documental financiado por el Programa para el Desarrollo Integral de las Culturas de los Pueblos y Comunidades Indígenas y producido por Ángel Estrada. Titulado El Ladrón de Violines, narra la vida y trayectoria de Erasmo Palma Fernández y fue presentado en diversos festivales, entre ellos el Festival Internacional de Cine de la Universidad Nacional Autónoma de México.